# 白河町
白河町（しらかわまち）は福島県西白河郡にかつて存在した町である。

## 概要
現在の白河市は1949年（昭和24年）に新設合併によって発足した市であり、本町とは異なる自治体である。

## 地理
現在の白河市、旧白河市の中部に位置する。
町内には阿武隈川が流れている。

## 歴史

### 町域の変遷
- 1889年（明治22年）4月1日 - 町村制施行により、（旧）白河町が単独で町制施行し西白河郡白河町が発足。
- 1949年（昭和24年）4月1日 - 大沼村と合併し白河市が発足。同日白河町廃止。

変遷表
| 1868年 以前 | 1868年 以前      | 明治9年 | 明治22年 4月1日 | 昭和24年 4月1日 | 現在   |
| ----------- | ---------------- | ------- | --------------- | --------------- | ------ |
|             | 新町             | 白河町  | 白河町          | 白河市          | 白河市 |
|             | 天神町           | 白河町  | 白河町          | 白河市          | 白河市 |
|             | 中町             | 白河町  | 白河町          | 白河市          | 白河市 |
|             | 本町             | 白河町  | 白河町          | 白河市          | 白河市 |
|             | 桜町             | 白河町  | 白河町          | 白河市          | 白河市 |
|             | 横町             | 白河町  | 白河町          | 白河市          | 白河市 |
|             | 十文字村         | 白河町  | 白河町          | 白河市          | 白河市 |
|             | 夏梨村           | 白河町  | 白河町          | 白河市          | 白河市 |
|             | 奉公人新田村     | 白河町  | 白河町          | 白河市          | 白河市 |
|             | 学田新田村の一部 | 白河町  | 白河町          | 白河市          | 白河市 |

## 経済
商工業
- 須釜嘉平太（銀行業）[1]
- 須釜治右衛門（足袋商）[1]
- 佐久間平三郎（金物商）[1]
- 辺見子之吉（米穀商）[1]
- 岩淵彌七郎（酒造業）[1]
- 大島久六（酒造業）[1]
- 川瀬作兵衛（醸造業）[1]
- 藤田弥五兵衛（醸造業）[1]

## 人口・世帯

### 人口
総数 [単位： 人]
| 1889年（明治22年） | 10,916 |
| 1920年（大正 9年） | 18,655 |
| 1947年（昭和22年） | 27,854 |

### 世帯
総数 [単位： 世帯]
| 1920年（大正 9年） | 3,399 |
| 1947年（昭和22年） | 5,830 |

## 交通（廃止直前）

### 鉄道
- 日本国有鉄道（ → 東日本旅客鉄道）
  - ■東北本線
    - 白河駅

  - 白棚線（※1944年（昭和19年）12月11日に廃止されるまで存在した。）
    - 白河駅 - 登町駅 - 南湖駅

### 道路
- 国道
  - 国道4号

## 出身・ゆかりのある人物
- 上原政兵衛（旧姓・松島、原皮毛皮貿易商、上原商事会長）
- 松島瀧三（日本毛皮革代表）